# 1783年大彗星
1783年大彗星（Great Comet of 1783），正式命名為C/1783 X1，是一顆1783年肉眼可見的彗星，根據天文學家計算其軌道，顯示該彗星很可能不會再度回到太陽附近。

## 軌道
1783年12月15日，de la Nux發現C/1783 X1，該彗星於1784年1月21日到達近日點，距離太陽0.7天文單位。它沿著拋物線軌道運行，相對於黃道的傾角為128.8°。